# لوريتو أبروتينو
لوريتو أبروتينو (بالإيطالية: Loreto Aprutino)‏ هي بلدية في مقاطعة بسكارا في إقليم أبروتسو الإيطالي.

## السكان
في سنة 1861 بلغ عدد السكان 5٬644 نسمة، وتطور العدد ليصل في سنة 2011 لـ 7٬619 نسمة.
يظهر هذا المخطط البياني تطور النمو السكاني لـ لوريتو أبروتينو